# Nikki Haley
Nimrata Nikki Randhawa Haley (Bamberg, Carolina del Sur, 20 de enero de 1972) es una política estadounidense del Partido Republicano. Fue embajadora de los Estados Unidos ante las Naciones Unidas desde el 25 de enero de 2017. El 9 de octubre de 2018 anunció su dimisión que se hizo efectiva a final de ese año. Antes, en 2011, se convirtió en gobernadora de Carolina del Sur.

## Biografía
Haley nació con el nombre de Nimrata Nikki Randhawa en Bamberg, Carolina del Sur, el 20 de enero de 1972. Sus padres, Ajit Singh Randhawa y Raj Kaur Randhawa, son inmigrantes originarios de Amritsar, en la India. Tiene dos hermanos, Mitti y Charan, y una hermana, Simran, nacida en Singapur. Haley se graduó en la Escuela Preparatoria Orangeburg, y la Universidad Clemson con una Licenciatura en Ciencias de la contabilidad. Trabajó para FCR Corporation, una empresa de gestión de residuos y el reciclaje, antes de unirse a la empresa de su madre, Exotica International, una firma de ropa de lujo, en 1994. La empresa familiar creció hasta convertirse en una compañía multimillonaria.

## Carrera
Fue gobernadora de Carolina del Sur entre enero de 2011 y enero de 2017, siendo la primera mujer gobernadora de ese estado. El 4 de noviembre de 2014, Haley fue reelegida para un segundo mandato.
Durante la campaña presidencial de 2012, el republicano Mitt Romney la consideró como una posible compañera de fórmula, sin embargo Haley declaró que rechazaría cualquier propuesta debido a su cargo de gobernadora.
El 23 de noviembre de 2016 el presidente electo Donald Trump anunció su intención de nominar a Haley para el cargo de embajadora ante las Naciones Unidas. Su nominación fue aprobada por el Senado de los Estados Unidos el 24 de enero de 2017. En septiembre de 2018 después de que un funcionario anónimo de los Estados Unidos publicara un artículo de opinión declarando que había una resistencia interna a las políticas de Trump, Haley firmó un artículo de opinión en The Washington Post en el que explicaba algunos desencuentros que tenía en política internacional con Donald Trump, pero subrayaba "el orgullo que sentía por trabajar para él".

## Vida personal
En septiembre de 1996, Nikki Randhawa se casó con Michael Haley, celebrando la boda con ceremonias sij y metodistas.
Haley se convirtió al cristianismo en 1997. Junto con su marido, asiste regularmente a la Iglesia metodista unida. También asiste una o dos veces al año a ceremonias sij.